# Cedar Key
Cedar Key é uma cidade localizada no estado americano da Flórida, no condado de Levy. Foi incorporada em 1923.

## Geografia
De acordo com o United States Census Bureau, a cidade tem uma área de 5,4 km², onde 2,5 km² estão cobertos por terra e 2,9 km² por água.

### Localidades na vizinhança
O diagrama seguinte representa as localidades num raio de 48 km ao redor de Cedar Key.

## Demografia
Segundo o censo nacional de 2010, a sua população é de 702 habitantes e sua densidade populacional é de 282,3 hab/km². É a localidade mais densamente povoada do condado de Levy. Possui 584 residências, que resulta em uma densidade de 234,9 residências/km².